# Liste des chapitres de Oshi no ko
Cette page recense la liste des chapitres du manga Oshi no ko.

## Répartition des arcs
- Prologue (chapitres 1 à 10)
- Monde du divertissement (chapitres 11 à 20)
- Télé-réalité (chapitres 21 à 32)
- Premier concert (chapitres 33 à 40)
- Tokyo Blade (chapitres 41 à 66)
- Privé (chapitres 67 à 80)
- The Main Story (chapitres 81 à 100)
- Scandal (chapitres 101 à 108)
- Film (chapitres 109 à 152)
- Vers les étoiles et nos rêves (153 à 166[1])

## Liste des volumes
| no | Japonais         | Japonais                                                                 | Français          | Français                                                                 |
| no | Date de sortie   | ISBN                                                                     | Date de sortie    | ISBN                                                                     |
| --- | ---------------- | ------------------------------------------------------------------------ | ----------------- | ------------------------------------------------------------------------ |
| 1 | 17 juillet 2020  | 978-4-08-891650-7                                                        | 13 janvier 2022   | 978-2-38071-230-8                                                        |
| Liste des chapitres : - Chapitre 1 : Mère et enfant (母と子, Haha to Ko) - Chapitre 2 : Frère et sœur (兄と妹, Ani to Imōto) - Chapitre 3 : Babysitter (ベビーシッター, Bebī Shittā) - Chapitre 4 : Comment créer un sourire (笑顔の作り方, Egao no Tsukurikata) - Chapitre 5 : Réalisateur et actrice (監督と女優, Kantoku to Joyū) - Chapitre 6 : Enfants-acteurs (子役達, Koyaku-tachi) - Chapitre 7 : Si tu as peur de tomber, tu tomberas plus encore (転ぶの恐れれば余計に転ぶ, Korobu no Osorereba Yokei ni Korobu) - Chapitre 8 : Hoshino Ai 1re partie (星野アイ前編, Hoshino Ai Zenpen) - Chapitre 9 : Hoshino Ai 2de partie (星野アイ後編, Hoshino Ai Kōhen) - Chapitre 10 : Introduction (イントロダクション, Intorodakushon, litt. "Introduction" en anglais) |                  |                                                                          |                   |                                                                          |
| 2 | 16 octobre 2020  | 978-4-08-891717-7                                                        | 13 janvier 2022   | 978-2-38071-231-5                                                        |
| Liste des chapitres : - Chapitre 11 : Audition (オーディション, Ōdishon, litt. "Audition" en anglais) - Chapitre 12 : La troisième option (三つ目の選択肢, Mittsume no Sentakushi) - Chapitre 13 : Formalités (手続き, Tetsudzuki) - Chapitre 14 : Connexion (コネクション, Konekushon, litt. "Connection" en anglais) - Chapitre 15 : Adaptation:Live action d'un manga (漫画原作ドラマ, Manga Gensaku Dorama) - Chapitre 16 : Capacités d'acteur (演技力, Engi-ryoku) - Chapitre 17 : Mise en scène (演出, Enshutsu) - Chapitre 18 : Un peu d'éloges (小さな称賛, Chīsana Shōsan) - Chapitre 19 : Filière artistique (芸能科, Geinō-ka) - Chapitre 20 : Rejoindre (加入, Kanyū)                                                                                          |                  |                                                                          |                   |                                                                          |
| 3 | 19 février 2021  | 978-4-08-891801-3                                                        | 12 mai 2022       | 978-2-38071-306-0                                                        |
| Liste des chapitres : - Chapitre 21 : Émission de rencontre en téléréalité (恋愛リアリティショー, Ren'ai Riariti Shō) - Chapitre 22 : Idols autoproclamées (自称アイドル, Jishō Aidoru) - Chapitre 23 : Rester dans les mémoires (爪痕, Tsumeato) - Chapitre 24 : Auto-recherche (エゴサーチ, Ego Sāchi, litt. "Ego Search" en anglais) - Chapitre 25 : Indignation (炎上, Enjō) - Chapitre 26 : Tempête (嵐, Arashi) - Chapitre 27 : Buzz (バズ, Bazu) - Chapitre 28 : Rentrer dans le personnage (役作り, Yaku Tsukuri) - Chapitre 29 : Copie conforme (完コピ, Kan Kopi) - Chapitre 30 : La première fois (初めて, Hajimete) |                  |                                                                          |                   |                                                                          |
| 4 | 19 mai 2021      | 978-4-08-891872-3                                                        | 22 septembre 2022 | 978-2-38071-307-7                                                        |
| Liste des chapitres : - Chapitre 31 : Un amour de star (今ガチ, Ima Gachi) - Chapitre 32 : Le bon âge (適正年齢, Tekisei Nenrei) - Chapitre 33 : Motivation (モチベーション, Mochibēshon, litt. "Motivation" en anglais) - Chapitre 34 : Centre (センター, Sentā, litt. "Center" en anglais) - Chapitre 35 : Sens des responsabilités (責任感, Sekinin-kan) - Chapitre 36 : La veille au soir (前夜, Zen'ya) - Chapitre 37 : Pression (プレッシャー, Puresshā, litt. "Pressure" en anglais) - Chapitre 38 : Pas de favorite (箱推し, Hako Oshi) - Chapitre 39 : Un travail plutôt passionnant (ちょっと楽しいお仕事, Chotto Tanoshī Oshigoto) - Chapitre 40 : Compétitifs (負けず嫌い, Makezugirai)                                                                        |                  |                                                                          |                   |                                                                          |
| 5 | 18 août 2021     | 978-4-08-892056-6                                                        | 10 novembre 2022  | 978-2-38071-308-4                                                        |
| Liste des chapitres : - Chapitre 41 : Présentations (顔合わせ, Kaoawase) - Chapitre 42 : Lecture en groupe (読み合わせ, Yomiawase) - Chapitre 43 : L'héroine perdante (負けヒロイン, Make Hiroin) - Chapitre 44 : Visite du plateau (見学, Kengaku) - Chapitre 45 : Téléphone arabe (伝言ゲーム, Dengon Gēmu) - Chapitre 46 : Stage around (箱, Hako) - Chapitre 47 : La visite (職場訪問, Shokuba Hōmon) - Chapitre 48 : Temps de crise (修羅場, Shuraba) - Chapitre 49 : Réecriture (リライティング, Riraitingu, litt. "Rewriting" en anglais) - Chapitre 50 : Transmettre par son jeu (感情演技, Kanjō Engi) |                  |                                                                          |                   |                                                                          |
| 6 | 19 novembre 2021 | 978-4-08-892135-8                                                        | 9 février 2023    | 978-2-38071-483-8 (édition standard) 978-2-38071-484-5 (édition limitée) |
| Liste des chapitres : - Chapitre 51 : L'enquête (考察, Kōsatsu) - Chapitre 52 : Copain, copine (カレシカノジョ, Kareshi Kanojo) - Chapitre 53 : Chasse aux filles (軟派, Nanpa) - Chapitre 54 : Point de désaccord (対立軸, Tairitsu-jiku) - Chapitre 55 : Le rideau se lève (開幕, Kaimaku) - Chapitre 56 : Le début des hostilités (緒戦, Shosen) - Chapitre 57 : Bon à rien (ヘタクソ, Heta Kuso) - Chapitre 58 : Croissance (成長, Seichō) - Chapitre 59 : Admiration (憧れ, Akogare) - Chapitre 60 : Soleil (太陽, Taiyō) |                  |                                                                          |                   |                                                                          |
| 7 | 18 février 2022  | 978-4-08-892224-9                                                        | 11 mai 2023       | 978-2-38071-501-9                                                        |
| Liste des chapitres : - Chapitre 61 : Support (受け, Uke) - Chapitre 62 : Improvisation (アドリブ, Ado ribu, "Ad lib" en latin) - Chapitre 63 : L'actrige prodige (天才役者, Tensai Yakusha) - Chapitre 64 : Déclencheur (トリガー, Torigā, litt. "Trigger" en anglais) - Chapitre 65 : Regrets (後悔, Kōkai) - Chapitre 66 : Baisser de rideau (閉幕, Heimaku) - Chapitre 67 : Beuverie (飲み会, Nomikai) - Chapitre 68 : Ouverture (開放, Kaihō) - Chapitre 69 : Room tour (ルームツアー, Rūmu Tsuā, litt. "Room Tour" en anglais) - Chapitre 70 : Étincelle (火, Hi) |                  |                                                                          |                   |                                                                          |
| 8 | 17 juin 2022     | 978-4-08-892363-5                                                        | 17 août 2023      | 978-2-38071-309-1                                                        |
| Liste des chapitres : - Chapitre 71 : Le pont au-dessus de nous (歩道橋, Hodōkyō) - Chapitre 72 : Liberté (自由, Jiyū) - Chapitre 73 : Élégant (スマート, Sumāto, litt. "Smart" en anglais) - Chapitre 74 : Takachiho (高千穂, Takachiho) - Chapitre 75 : Mère et mère (母親と母親, Hahaoya to Hahaoya) - Chapitre 76 : Clip (MV, MV) - Chapitre 77 : Retrouvailles (再会, Saikai) - Chapitre 78 : Utilisation (利用, Riyō) - Chapitre 79 : Rôle (役目, Yakume) - Chapitre 80 : Prières (願い, Negai) |                  |                                                                          |                   |                                                                          |
| 9 | 19 octobre 2022  | 978-4-08-892429-8                                                        | 9 novembre 2023   | 978-2-38071-310-7                                                        |
| Liste des chapitres : - Chapitre 81 : Progrès (躍進, Yakushin) - Chapitre 82 : Les nuits B-Komachi (B小町の夜, B-Komachi no Yoru) - Chapitre 83 : Obsession (入れ込み, Irekomi) - Chapitre 84 : Promotion (売り込み, Urikomi) - Chapitre 85 : Calculs (打算, Dasan) - Chapitre 86 : Assistant Réalisateur (AD) (AD, AD) - Chapitre 87 : Mensonges (空音, Sorane) - Chapitre 88 : Offre (オファー, Ofā, litt. "Offer" en anglais) - Chapitre 89 : Cosplay (コスプレ, Kosupure, litt. "Cosplay" en anglais) - Chapitre 90 : Conformité (コンプライアンス, Konpuraiansu, litt. "Compliance" en anglais) |                  |                                                                          |                   |                                                                          |
| 10 | 19 janvier 2023  | 978-4-08-892535-6                                                        | 8 février 2024    | 979-10-420-1399-8                                                        |
| Liste des chapitres : - Chapitre 91 : Une chance de tout creuser (深堀り, Fukaboriri) - Chapitre 92 : Mea Culpa (禊, Misogi) - Chapitre 93 : Leak (リーク, Rīku) - Chapitre 94 : Percée (躍進, Yakushin) - Chapitre 95 : Phantasme (盲目, Mōmoku) - Chapitre 96 : Roses Blanches (白薔薇, Shirosōbi) - Chapitre 97 : Ensemble (一緒に, Issho ni) - Chapitre 98 : S'éloigner du droit chemin (道を外す, Michi o hazusu) - Chapitre 99 : Boisson (飲み, Nomi) - Chapitre 100 : Business (営業, Eigyō) |                  |                                                                          |                   |                                                                          |
| 11 | 17 mars 2023     | 978-4-08-892630-8                                                        | 7 mai 2024        | 979-10-420-1417-9 (édition standard) 979-10-420-1418-6 (édition limitée) |
| Liste des chapitres : - Chapitre 101 : Dos au mur (窮地, Kyūchi) - Chapitre 102 : Romance d'un Idol (アイドルと恋愛, Aidoru to ren'ai) - Chapitre 103 : Scandale (スキャンダル, Sukyandaru, litt. "Scandal" en anglais) - Chapitre 104 : Contre-mesure (対策, Taisaku) - Chapitre 105 : Journaliste (記者, Kisha) - Chapitre 106 : Rompre (決裂, Ketsuretsu) - Chapitre 107 : Amitié (友達, Tomodachi) - Chapitre 108 : Plan (計画, Keikaku) - Chapitre 109 : Nuit (夜, Yoru) - Chapitre 110 : Le Commencement (それが始まり, Sore ga hajimari) |                  |                                                                          |                   |                                                                          |
| 12 | 19 juillet 2023  | 978-4-08-892780-0                                                        | 14 août 2024      | 979-10-420-1455-1                                                        |
| Liste des chapitres : - Chapitre 111 : Capitalisme et passion (拝金と情熱, Haikin to jōnetsu) - Chapitre 112 : Regarder vers l'avenir (未来に向けて, Mirai ni mukete) - Chapitre 113 : Film commercial (商業作品, Shōgyō sakuhin) - Chapitre 114 : Casting privé (個人間オーディション, Kojin-kan ōdishon) - Chapitre 115 : Rôles (役, Yaku) - Chapitre 116 : Responsabilité (責任, Sekinin) - Chapitre 117 : Panda (パンダ, Panda) - Chapitre 118 : Coup d'envoi (始動, Shidō) - Chapitre 119 : Mère biologique (実母, Jitsubo) - Chapitre 120 : Lacunes (実力不足, Jitsuryokufusoku) |                  |                                                                          |                   |                                                                          |
| 13 | 17 novembre 2023 | 978-4-08-893002-2                                                        | 14 novembre 2024  | 979-10-420-1477-3                                                        |
| Liste des chapitres : - Chapitre 121 : Sarina Tendôji (天童寺さりな, Tendōji Sarina) - Chapitre 122 : Docteur (せんせ, Sense) - Chapitre 123 : Mauvais calcul (悪手, Akushu) - Chapitre 124 : Retournement (反転, Hanten) - Chapitre 125 : Éblouie (眩, Mabayu) - Chapitre 126 : Management (マネジメント, Manejimento, litt. "Management" en anglais) - Chapitre 127 : Cherche talent, désespérément (ガールスカウト, Gārusukauto, litt. "Girl Scout" en anglais) - Chapitre 128 : Lecture (本読み, Hon Yomi) - Chapitre 129 : Pièce manquante (ピース, Pīsu, litt. "Peace" en anglais) - Chapitre 130 : Tactique de base (基本戦術, Kihon Senjutsu) |                  |                                                                          |                   |                                                                          |
| 14 | 18 avril 2024    | 978-4-08-893172-2                                                        | 13 mars 2025      | 979-10-420-1894-8                                                        |
| Liste des chapitres : - Épisode 131 : Rédemption (贖罪, Shokuzai) - Épisode 132 : Nino (ニノ, Nino) - Épisode 133 : Interpréter (芝居, Shibai) - Épisode 134 : Au plus profond (奥底, Okusoko) - Épisode 135 : À tes côtés (傍, Hata) - Épisode 136 : Dispute (喧嘩, Kenka) - Épisode 137 : Idole (偶像, Gūzō) - Épisode 138 : Réparer (清算, Seisan) - Épisode 139 : Culte de la beauté (ルッキズム, Rukkizumu, litt. "Lookism" en anglais) - Épisode 140 : Ce qu'il faut faire (正しいですか?, Tadashīdesu Ka?) - Épisode 141 : Cercle vicieux (連鎖, Rensa) |                  |                                                                          |                   |                                                                          |
| 15 | 18 juillet 2024  | 978-4-08-893303-0                                                        | 3 juillet 2025    | 979-10-420-1895-5 (édition standard) 979-10-420-1915-0 (édition limitée) |
| Liste des chapitres : - Épisode 142 : Responsabilité (責任, Sekinin) - Épisode 143 : Fan ultime (全肯定オタク, Zen Kōtei Otaku) - Épisode 144 : Fan de l'œuvre originale (原作ファン, Gensaku Fan) - Épisode 145 : Enfants (子供たち, Kodomo-tachi) - Épisode 146 : Personnage (役柄, Yakugara) - Épisode 147 : Souhait (願い, Negai) - Épisode 148 : La fin de l'été (夏の終わり, Natsuno Owari) - Épisode 149 : À la mer (海にて, Umi Nite) - Épisode 150 : Couteau (ナイフ, Naifu, litt. "Knife" en anglais) - Épisode 151 : Jeu de balle (キャッチボール, Kyatchi Bōru, litt. "Catchball" en anglais) - Épisode 152 : Interview (インタビュー, Intabyū, litt. "Interview" en anglais)                                                                                  |                  |                                                                          |                   |                                                                          |
| 16 | 18 décembre 2024 | 978-4-08-893474-7 (édition standard) 978-4-08-893575-1 (édition limitée) | 4 décembre 2025   | 979-1-04-201896-2 (édition standard) 979-1-04-202084-2 (édition limitée) |
| Liste des chapitres : - Épisode 153 : フィクション (Fikushon, litt. "Fiction" en anglais) - Épisode 154 : １５年の嘘 (Jūgo-Nen no Uso) - Épisode 155 : ハッピーエンド (Happī Endo, litt. "Happy End" en anglais) - Épisode 156 : MEMe - Épisode 157 : なんにもない日、すてきな日 (Nan'nimo Nai Ji, Sutekinahi) - Épisode 158 : 宝石 (Hōseki) - Épisode 159 : 共振 (Kyōshin) - Épisode 160 : Eye - Épisode 161 : 未来 (Mirai) - Épisode 162 : 星野 アクア (Hoshino Akua) - Épisode 163 : 君 (Kimi) - Épisode 164 : 終幕 (Shūmaku) - Épisode 165 : そして (Soshite) - Épisode 166 : 星 (Hoshi) |                  |                                                                          |                   |                                                                          |

## Référence
1. ↑  (ja) « 漫画【推しの子】あと4話で完結 11月14日発売号で連載4年半に幕 », sur Oricon News (consulté le 10 octobre 2024)

### Édition japonaise
1. 1 2  (ja) « 【推しの子】 1 », sur Shūeisha (consulté le 19 novembre 2023)
2. 1 2  (ja) « 【推しの子】 2 », sur Shūeisha (consulté le 19 novembre 2023)
3. 1 2  (ja) « 【推しの子】 3 », sur Shūeisha (consulté le 19 novembre 2023)
4. 1 2  (ja) « 【推しの子】 4 », sur Shūeisha (consulté le 19 novembre 2023)
5. 1 2  (ja) « 【推しの子】 5 », sur Shūeisha (consulté le 19 novembre 2023)
6. 1 2  (ja) « 【推しの子】 6 », sur Shūeisha (consulté le 19 novembre 2023)
7. 1 2  (ja) « 【推しの子】 7 », sur Shūeisha (consulté le 19 novembre 2023)
8. 1 2  (ja) « 【推しの子】 8 », sur Shūeisha (consulté le 19 novembre 2023)
9. 1 2  (ja) « 【推しの子】 9 », sur Shūeisha (consulté le 19 novembre 2023)
10. 1 2  (ja) « 【推しの子】 10 », sur Shūeisha (consulté le 19 novembre 2023)
11. 1 2  (ja) « 【推しの子】 11 », sur Shūeisha (consulté le 19 novembre 2023)
12. 1 2  (ja) « 【推しの子】 12 », sur Shūeisha (consulté le 19 novembre 2023)
13. 1 2  (ja) « 【推しの子】 13 », sur Shūeisha (consulté le 19 novembre 2023)
14. 1 2  (ja) « 【推しの子】 14 », sur Shūeisha (consulté le 17 février 2024)
15. 1 2  (ja) « 【推しの子】 15 », sur Shūeisha (consulté le 16 mai 2024)
16. 1 2  (ja) « 【推しの子】 16 », sur Shūeisha (consulté le 16 octobre 2024)
17. ↑  (ja) « 【推しの子】 16 SPECIAL EDITION », sur Shūeisha (consulté le 13 octobre 2024)

### Édition française
1. 1 2  « Oshi no ko - T1 », sur Kurokawa (consulté le 19 novembre 2023)
2. 1 2  « Oshi no ko - T2 », sur Kurokawa (consulté le 19 novembre 2023)
3. 1 2  « Oshi no ko - T3 », sur Kurokawa (consulté le 19 novembre 2023)
4. 1 2  « Oshi no ko - T4 », sur Kurokawa (consulté le 19 novembre 2023)
5. 1 2  « Oshi no ko - T5 », sur Kurokawa (consulté le 19 novembre 2023)
6. 1 2  « Oshi no ko - T6 », sur Kurokawa (consulté le 19 novembre 2023)
7. ↑  « Oshi no ko - Tome 6 Collector », sur Kurokawa (consulté le 19 novembre 2023)
8. 1 2  « Oshi no ko - T7 », sur Kurokawa (consulté le 19 novembre 2023)
9. 1 2  « Oshi no ko - T8 », sur Kurokawa (consulté le 19 novembre 2023)
10. 1 2  « Oshi no ko - T9 », sur Kurokawa (consulté le 19 novembre 2023)
11. 1 2  « Oshi no ko - T10 », sur Kurokawa (consulté le 13 décembre 2023)
12. 1 2  « Oshi no ko - T11 », sur Kurokawa (consulté le 9 mars 2024)
13. ↑  « Oshi no ko - Tome 11 Collector », sur Kurokawa (consulté le 16 mars 2024)
14. 1 2  « Oshi no ko - T12 », sur Kurokawa (consulté le 9 juin 2024)
15. 1 2  « Oshi no ko - T13 », sur Kurokawa (consulté le 31 août 2024)
16. 1 2  « Oshi no ko - T14 », sur Kurokawa (consulté le 7 février 2025)
17. 1 2  « Oshi no ko - T15 », sur Kurokawa (consulté le 29 avril 2025)
18. ↑  « Oshi no ko - Tome 15 Collector », sur Kurokawa (consulté le 29 avril 2025)
19. 1 2  « Oshi no ko - T16 », sur Kurokawa (consulté le 23 juillet 2025)
20. ↑  « Oshi no ko - Tome 16 Collector », sur Kurokawa (consulté le 23 juillet 2025)